# رهاب فقدان الهاتف المحمول

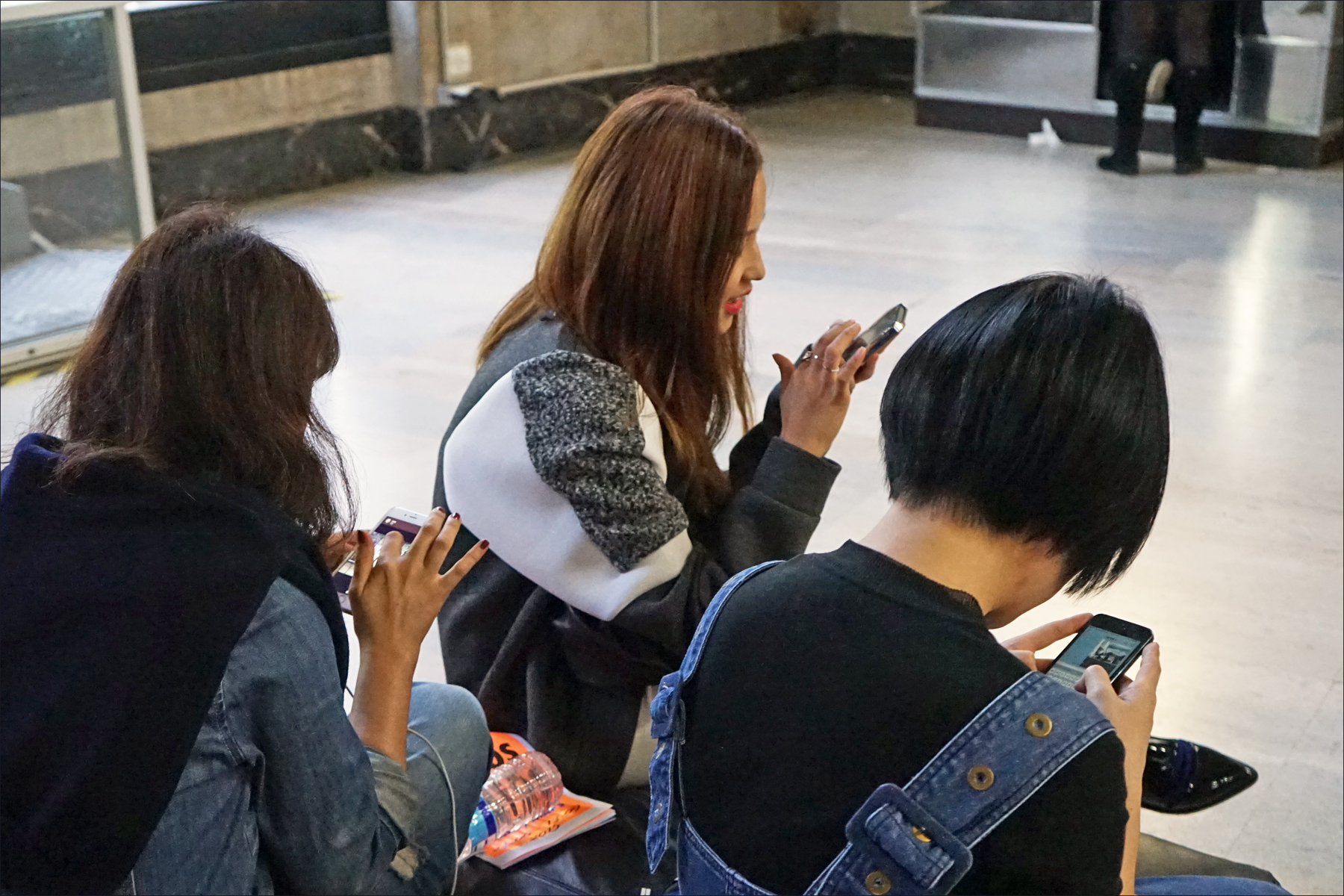
زوار يستعملون هاتفهم الذكي أثناء زيارتهم لأحد المتاحف

رهاب فقدان الهاتف المحمول أو رهاب غياب الهاتف المحمول أو النوموفوبيا  (بالإنجليزية:  Nomophobia)‏ اختصاراً لِـ (no-mobile-phone phobia)، هي الشعور بالخوف من فقدان الهاتف المحمول أو التواجد خارج نطاق تغطية الشبكة، ومن ثمة عدم القدرة على الاتِّصال أو استقبال الاتِّصالات.
مع تزايد استخدام الهواتف المحمولة، انتشر نوع جديد من الرهاب، يعرف باسم «نوموفوبيا»، وهو عبارة عن مرض يصيب الفرد بالهلع لمجرد التفكير بضياع هاتفه المحمول أو حتى نسيانه في المنزل. وأشارت دراسة أجرتها شركة «سكيوريتي انفوي» المتخصصة في الخدمات الأمنية على الأجهزة المحمولة، إلى أن 66 في المئة من مستخدمي الهواتف المحمولة في بريطانيا وحدها يعانون من الـ«نوموفوبيا».
وأظهرت الدراسة التي نشرتها صحيفة الدايلي ميل، أن معدلات الإصابة بالـ«نوموفوبيا» تنتشر بصورة أكبر بين فئة الشباب من عمر 18 إلى 24 عاماً، حيث أفاد 77 في المئة منهم أنهم لا يستطيعون التواجد بعيداً عن هواتفهم المحمولة لثوانٍ معدودة، بينما بلغت هذه النسبة 68 في المئة بين الفئة العمرية من 25 إلى 34 عاماً. وبيّنت كذلك أن النساء بتن مهووسات بفقدان هواتفهن أكثر من الرجال.
وكشفت الدراسة عن أن الأشخاص يتفقدون هواتفهم المحمولة بمعدل 34 مرة في اليوم، وأن 75 في المئة من الأشخاص يستخدمون هواتفهم حتى في الحمام. كما أوضحت أن مصطلح الـ«نوموفوبيا» لا يقتصر فقط على الخوف المرضي من فقدان أو نسيان جهاز الهاتف المحمول، وبالتالي فقدان القدرة على الاتصال، بل تشمل أيضاً القلق من عدم التواجد في نطاق التغطية.
وأشارت إلى أن عوارض المرض عبارة عن عدم امتلاك القدرة على إطفاء الهاتف، وتفقد الرسائل الالكترونية والرسائل النصية والمكالمات التي لم يجب عليها بهوَس، التأكد من شحن البطارية باستمرار، وعدم القدرة على التخلي عن الهاتف حتى أثناء دخول الحمام.